# 1372.
◄ | 13. stoljeće | 14. stoljeće | 15. stoljeće | ►
◄ | 1340-ih | 1350-ih | 1360-ih | 1370-ih | 1380-ih | 1390-ih | 1400-ih | ►
◄◄ | ◄ | 1369. | 1370. | 1371. | 1372. | 1373. | 1374. | 1375. | ► | ►►
Arhitektura • Astronomija • Glazba • Knjige • Književnost • Kršćanstvo • Medicina • Pravo • Promet • Slikarstvo • Znanost

## Rođenja
- Ibn Hajar al-Asqalani, učenjak

## Vanjske poveznice
|  | Zajednički poslužitelj ima još gradiva o temi 1372. |